# Lucie Nuttin
Lucie Nuttin, née en 1983 à Valenciennes, est une journaliste présentatrice française.

## Biographie

### Études et débuts de carrière
Titulaire d'une maîtrise de lettres modernes, Lucie Nuttin entre à l'école de journalisme de Grenoble EJdG où elle obtient un Master Journalisme. 
Elle débute ensuite en 2006 à La Chaîne Marseille en tant que reporter et présentatrice et y reste jusqu'en 2010. 

### 2010: LCP
En 2010, elle rejoint La Chaîne parlementaire pour prendre les rênes du journal du soir LCP Info. Elle y reçoit de nombreuses personnalités politiques (députés, ministres), et présente des soirées électorales.

### 2011-2019: BFMTV
Lucie Nuttin rejoint BFM TV en 2011 pour présenter la tranche d'info en continu Week-end 360. Elle est aux manettes du 20h Week-end de 2015 à 2017. À la rentrée 2017, elle présente le Non Stop de 15 h à 18 h du lundi au vendredi en duo avec Gilane Barret. À la rentrée 2018, du lundi au jeudi avec François Gapihan et le vendredi avec Benjamin Dubois. Jusqu'en 2019, elle présente également de nombreuses éditions spéciales et remplace Nathalie Lévy à la présentation d'Info 360 et Jean-Baptiste Boursier sur l'émission Grand Angle. À la fin janvier 2019, elle quitte la chaîne d'information en continu.

### 2019-2020: LCI et M6
Elle élargit sa palette de présentation en rejoignant LCI pour animer plusieurs émissions d'information en continu l'été[source secondaire souhaitée], mais également M6 pour incarner la rubrique de décryptage "Expliquez-nous" du JT de 19.45[source secondaire souhaitée].
Lucie Nuttin a également présenté et coproduit Les Visages de l'Emploi, magazine télévisé dédié à l'emploi, au recrutement et à la formation, sur BFM Lyon[source secondaire souhaitée].

### 2020: France Télévisions
Depuis octobre 2020, Lucie Nuttin travaille pour France Télévisions. Elle a présenté le nouveau magazine d'informations régionales Le 18h30, on décode[source secondaire souhaitée] lancé en 2021 sur France 3 Régions. Elle présente régulièrement les JTs (12/13 et 19/20) et est également reporter (reportages, duplex)[source secondaire souhaitée] ainsi que rédactrice en chef adjointe.
Depuis juillet 2023, il est possible de[style à revoir] voir également Lucie Nuttin sur France 2 pour des remplacements à la présentation de Télématin[source secondaire souhaitée].